# Isländische Badmintonmeisterschaft 2022
Die Isländische Badmintonmeisterschaft 2022 fand vom 7. bis zum 9. April 2022 in Reykjavík statt. Es war die 74. Auflage der nationalen Titelkämpfe von Island im Badminton.

## Medaillengewinner
| Disziplin    | Gold                                            | Silber                                    | Bronze                                          |
| ------------ | ----------------------------------------------- | ----------------------------------------- | ----------------------------------------------- |
| Herreneinzel | Daníel Jóhannesson                              | Róbert Þór Henn                           | Róbert Ingi Huldarsson                          |
| Herreneinzel | Daníel Jóhannesson                              | Róbert Þór Henn                           | Gústav Nilsson                                  |
| Dameneinzel  | Júlíana Karítas Jóhannsdóttir                   | Sigríður Árnadóttir                       | Lilja Bu                                        |
| Dameneinzel  | Júlíana Karítas Jóhannsdóttir                   | Sigríður Árnadóttir                       | Sólrún Anna Ingvarsdóttir                       |
| Herrendoppel | Davíð Bjarni Björnsson Kristófer Darri Finnsson | Daníel Jóhannesson Jónas Baldursson       | Davíð Phuong Xuan Nguyen Róbert Ingi Huldarsson |
| Herrendoppel | Davíð Bjarni Björnsson Kristófer Darri Finnsson | Daníel Jóhannesson Jónas Baldursson       | Gabríel Ingi Helgason Sigurður Eðvarð Ólafsson  |
| Damendoppel  | Arna Karen Jóhannsdóttir Sigríður Árnadóttir    | Sólrún Anna Ingvarsdóttir Una Hrund Örvar | Júlíana Karítas Jóhannsdóttir Karolina Prus     |
| Damendoppel  | Arna Karen Jóhannsdóttir Sigríður Árnadóttir    | Sólrún Anna Ingvarsdóttir Una Hrund Örvar | Drífa Harðardóttir Elsa Nielsen                 |
| Mixed        | Kristófer Darri Finnsson Drífa Harðardóttir     | Eiður Ísak Broddason Margrét Nilsdóttir   | Daníel Jóhannesson Sigríður Árnadóttir          |
| Mixed        | Kristófer Darri Finnsson Drífa Harðardóttir     | Eiður Ísak Broddason Margrét Nilsdóttir   | Davíð Phuong Xuan Nguyen Una Hrund Örvar        |